# 5 Pułk Szwoleżerów Cesarstwa Austriackiego
5 Pułk Szwoleżerów Cesarstwa Austrii – jeden z austriackich pułków kawalerii okresu Cesarstwa Austrii.
Okręgi poboru: Czechy.

## Wcześniejsza nomenklatura
- 1769: 7 Pułk Dragonów
- 1780: 6 Pułk Szwoleżerów
- 1789: 7 Pułk Szwoleżerów
- 1798: 12 Pułk Lekkich Dragonów
- 1801: 5 Pułk Szwoleżerów

## Garnizony

### Przed powstaniem Cesarstwa Austrii
- 1784-1788: Pécsvár
- 1790: Wiedeń
- 1791-1792: Ostrawa (Mährisch-Ostrau)
- 1797: Most (Brüx)
- 1798-1799: Aurolzmünster
- 1801-1804: Žatec (Saaz)

### Po powstaniu Cesarstwa Austrii
- 1804-1805: Žatec (Saaz)
- 1806: Pardubice (Pardubitz)
- 1807: Gabel
- 1808-1809: Pardubice (Pardubitz)
- 1810-1813: Žatec (Saaz)
- 1814-1815: Žatec (Saaz) - Gabel
- 1815-1818: Žatec (Saaz)